# Bougneau
Bougneau is een gemeente in het Franse departement Charente-Maritime (regio Nouvelle-Aquitaine) en telt 430 inwoners (1999). De plaats maakt deel uit van het arrondissement Saintes.

## Geografie
De oppervlakte van Bougneau bedraagt 14,5 km², de bevolkingsdichtheid is 29,7 inwoners per km².
De onderstaande kaart toont de ligging van Bougneau met de belangrijkste infrastructuur en aangrenzende gemeenten.

## Demografie
Onderstaande figuur toont het verloop van het inwonertal (bron: INSEE-tellingen).